# Phyllachora halstediana
Phyllachora halstediana är en svampart som beskrevs av Petr. 1934. Phyllachora halstediana ingår i släktet Phyllachora och familjen Phyllachoraceae.   Inga underarter finns listade i Catalogue of Life.